# المفهرس والمنظم الحيوي العالمي
تم الإعلان عن إيقاف الموقع في 7 أبريل 2023.
المُفَهرِس والمنظِّم الحيوي العالمي (UBIO) يهدف إلى تزويد المجتمع العلمي بأدوات للتشاور وإثراء قاعدة بيانات للأسماء العلمية وشجرة التصنيف الأصنوفي لجميع الأنواع والكائنات الحية المحددة.

## روابط خارجية
- موقع رسمي